# Kong Louie
Kong Louie er navnet på en fiktiv figur, der oprindeligt stammer fra Walt Disneys tegnefilm Junglebogen fra 1967. Figuren er i modsætning til de fleste andre figurer fra filmen ikke med i bogen af samme navn, skrevet af Rudyard Kipling, som filmen er baseret på. I den nye delvist animerede udgave af filmen, der blev udsendt i 2016, medvirker kong Louie også, lige som figuren optræder i tv-serier og lignende spin-offs baseret på den oprindelige tegnefilm.
I den oprindelige engelsksprogede udgave er Louies stemme indtalt og sunget af Louis Prima, mens Svend Asmussen lagde dansk stemme til. I 2016-udgaven er det Christopher Walken, der lægger stemme til kong Louie.

## Karakter
Han er en orangutang, der i fortællingen kidnapper junglebarnet Mowgli, for at lære om menneskets kundskaber og magi, samt (primært) deres evne til at lave ild. I nyere tid er Kong Louie blevet betegnet som en stereotypisk afroamerikansk figur. Oprindeligt var det meningen, at Louis Armstrong skulle have lagt stemme til figuren, men han blev fravalgt, fordi studiet frygtede, at dette yderligere ville understrege denne holdning (med Armstrong som var afroamerikansk). I stedet valgte man Prima, der var af italiensk afstamning.
I virkeligheden er valget af, at Louie skulle være en orangutang, ukorrekt i forhold til dette dyrs udbredelsesområder, idet det ikke lever i Indien, hvor den oprindelige film foregik. I 2016-udgaven har man valgt, at kong Louie ikke er en orangutang, men en Gigantopithecus, en for længst uddød abeart, der levede i et større område i Sydøstasien.

## Spin-off
Figuren Louie bliver genbrugt af Disney i den tegnede tv-serie Luftens Helte. I denne serie er det Jim Cummings, som lægger stemme til i den engelsksprogede udgave, mens Peter Belli gør det i den danske.